# دوبوچکا
دوبوچکا (به صربی: Dubočka) یک منطقهٔ مسکونی در صربستان است که در پتروواتس نا ملاوی واقع شده‌است.